# Патрик, Ричард
Ричард Патрик (англ. Richard Patrick) — американский музыкант, фронтмен индастриал-рок-группы FILTER. Младший брат актёра Роберта Патрика. Также известен как участник супергруппы «Army of Anyone» и бывший гитарист «Nine Inch Nails».

## Биография
Карьера Патрика в «Nine Inch Nails» началась после его случайной встречи с Трентом Резнором в кливлендском музыкальном магазине. Он был гитаристом в концертном составе группы в 1989—1993 годах. Вклад Патрика в записи композиций «Nine Inch Nails» весьма скуден: его вклад можно услышать лишь в песне Sanctified с альбома «Pretty Hate Machine». Но он снялся в четырёх клипах группы, Down in It, Head Like a Hole, Wish и Gave Up с Мэрилином Мэнсоном. Патрик принял решение покинуть группу во время записи «The Downward Spiral».
В том же 1993 году Ричард вместе с Брайаном Лайзгэнгом организовал группу «Filter». После первого альбома, «Short Bus» 1995 года, Лайзгэнг покинул группу. В 2000 году Патрик стал продюсировать новую группу «Dualesc». Вскоре после выпуска третьего альбома «Filter», «The Amalgamut», Патрик прервал турне и лёг в реабилитационную клинику из-за проблем с алкоголем в последние годы. Прежний состав больше никогда не собирался, а основатель Патрик занялся сторонними проектами: сначала участвовал в супергруппе «The Damning Well», затем создал «Army of Anyone». 26 мая 2007 года «Army of Anyone» выступила на сцене последний раз и объявила перерыв.
В 2007 году Патрик вернулся к работе над новым альбомом «Filter», увидевшим свет в 2008 году («Anthems for the Damned»); затем издал сборники ремиксов и лучших хитов. Его игру на гитаре можно услышать в саундтреке фильма «Рипо! Генетическая опера». В августе 2010 года вышел пятый студийный альбом «Filter», «The Trouble With Angels», тур в поддержку которого начался летом. 4-го июня 2013-го вышел последний на данный момент студийный альбом Filter «The Sun Comes Out Tonight».

## Общественная деятельность и личная жизнь
В 2008 году Патрик стал редактором «Huffington Post» и вёл рубрику «Talking about War». Вскоре он стал вести колонку «Filtering The Truth» для «SuicideGirls».
У Патрика и его жены Тины двое детей, дочь Слоан и сын Ридли 2008 и 2009 годов рождения.